# 李沐 (科学家)
李沐，现任亚马逊首席科学家，人工智能框架Apache MXNet作者之一。本科就读于上海交通大学，卡耐基梅隆大学博士毕业，并先后在香港科技大学、加大伯克利、斯坦福大学担任研究助理、助理教授、兼职教师，2016年加入亚马逊成为首席科学家，并在AWS带领团队全职开发MXNet。李沐也热衷于人工智能的普及，著有《动手学深度学习》，并在B站开设直播课程。